# The Squirt and the Whale
The Squirt and The Whale, titulado La niña y la ballena en Hispanoamérica y La chiquita y la ballena en España, es el decimonoveno episodio de la vigesimoprimera temporada de la serie animada Los Simpson, emitido originalmente en Estados Unidos el 25 de abril de 2010 por FOX.

## Sinopsis
La familia Simpson decide instalar una fuente de energía alternativa más barata mediante la construcción de un aerogenerador en el patio trasero de su casa. Pero cuando Homer se da cuenta de que parte de la energía se redirige a la compañía eléctrica, decide quitar la red de la casa, comenzando a ser totalmente dependiente de una fuente poco confiable de energía, por lo que deciden mover ellos las paletas del aerogenerador por turnos. En su turno, Bart hace una plegaria pidiéndole a Dios que le de el viento que necesita, lo que desata una tormenta destruyendo todo alrededor de Springfield.
A la mañana siguiente, Lisa  descubre que la tormenta hizo encallar en tierra a una ballena azul de casi 45 metros de largo, a la que bautiza como Bluella (Azuleta en Latinoamérica), e intenta salvarla. Luego de contárselo a Marge y a Homer, Marge le dice que muchas ballenas encalladas mueren y que no hay que darle esperanzas a Lisa, pero Homer aun así quiere ayudarla. Más tarde todos en Springfield trataron de ayudar a Bluella, pero no pudieron. Lisa preocupada decidió pasar la noche junto a Bluella, al día siguiente, Lisa contempla a las autoridades de Springfield quienes lograron salvar a Bluella, pero desgraciadamente resultó ser un sueño y Bluella había muerto.
Al día siguiente, todos planeaban deshacerse del cuerpo de Bluella explotando el cadáver, pero solo lograron volarle la mitad, y el alcalde Quimby honra a Bluella utilizando sus restos como productos para la ciudad. Lisa triste no podría dejar de pensar en Bluella, en ese momento, mira en la playa dos pequeños ballenatos que al parecer son las crías de Bluella, y estaban en peligro al estar rodeados por unos tiburones, en ese momento Lisa y Homer van al rescate, pero los detienen unos activistas ecológicos, que querían proteger a los tiburones, Lisa entendió que ellos querían apoyar la lucha de la vida de cada animal y decidió dejar vivir a los tiburones, pero Homer aun quería matarlos, en ese momento uno de los tiburones tiran a Homer al agua y todos los demás confunden a Homer con un ballenato y se dirigen a él para devorarlo, inmediatamente los salva un ballenato que al parecer es el padre de los ballenatos de Bluella.
Al final, la familia mira al ballenato y sus crías alejándose al mar y Homer dice que él podría casarse con un pulpo, vender su casa y tener a un bello "Balle-pulpo" y la familia hará dibujos de lo que dijo Homer.
Como final se muestran a los dibujos durante los créditos mientras suena la canción "La mer" de Charles Trenet.